# Пришлякевич, Богдан Петрович
Богдан Петрович Пришлякевич (укр. Богдан Петрович Пришлякевич; 14 декабря 1921, Львов — 20 сентября 2012, там же) — деятель Организации украинских националистов.

## Биография
Родился 14 декабря 1921 года. Отец — Пётр, инженер. Мать — Анна, актриса театра. В 1931 году поступил во второй класс школы имени Бориса Гринченко с преподаванием на украинском языке, окончил Львовскую академическую гимназию. В 1935 году вступил в движение «Пласт», состоял в курене «Лисови Чорты». С 1936 года член молодёжной организации ОУН.
Осенью 1938 года Пришлякевич перешёл чехословацко-польскую границу и вступил в ряды Карпатской Сечи. Во время вторжения Венгрии участвовал в обороне Карпатской Украины, руководил отрядами националистов на юго-западе страны. После авианалёта венгров и взрыва бомбы был ранен, при помощи местных жителей быстро восстановился и тайно перебрался в Краков, а оттуда и в Германию. Прошёл обучение в полку вермахта «Бранденбург-800».
После вторжения вермахта в СССР в составе «Бранденбурга» и при поддержке Дружин украинских националистов 29 июня 1941 вошёл во Львов, а на следующий день был назначен заместителем руководителя местной ратуши. Позднее направлен ОУН в город Подебрады (Чехословакия), где исполнял обязанности пропагандиста референтуры дипломатической связи и пропаганды ОУН.
В августе 1947 года при попытке пересечения польско-советской границы в Закерзонье был арестован. Осуждён за антисоветскую деятельность, приговорён к высшей мере наказания, заменённой на 25 лет лишения свободы. В 1958 году амнистирован и вернулся во Львов.
До конца жизни проживал во Львове, работал во Львовской политехнике инженером конструктором и занимал высшие должности в движении «Пласт». Умер 20 сентября 2012 года.